# Battaglia di Ctesifonte (1915)
La battaglia di Ctesifonte (in turco Selman-ı Pak Muharebesi) è un episodio della campagna di Mesopotamia combattuta nel novembre 1915, nell'ambito della prima guerra mondiale, dall'esercito britannico contro quello ottomano.

## Origini
A seguito dell'ingresso in guerra dell'Impero ottomano il 5 novembre 1914, il generale britannico John Nixon venne incarico di condurre le truppe britanniche di stanza in India verso la Mesopotamia. 
Lo scopo era quello di difendere i rifornimenti di petrolio provenienti da Abadan da possibili incursioni nemiche.
Il generale Nixon ordinò dunque al generale Charles Townshend di avanzare verso Bassora e di spingersi successivamente verso Baghdad.
Townshend riuscì a superare la resistenza di piccoli contingenti ottomani occupando in poche settimane una serie di avamposti fino a Kut.

## Il campo di battaglia
Ctesifonte si trova sulla riva sinistra del fiume Tigri, nel mezzo del deserto iracheno, a circa 64 km a nord di Kut e 26 km a sud-est di Baghdad. Qui le forze ottomane, stimate a circa 18 000 uomini, avevano creato un'imponente linea difensiva formata da due linee di trincee e dalle antiche mura della città, alte circa 6 metri.
Il comandante ottomano Nur-ud Din Pasha poteva inoltre contare sulla grande esperienza del feldmaresciallo tedesco Colmar Freiherr von der Goltz, un anziano ma capace militare prussiano che anche in passato aveva prestato servizio come istruttore nell'esercito ottomano.
Le forze britanniche, composte da circa 11 000 uomini, avanzavano lentamente verso Baghdad, a causa del cattivo tempo e dalle esitazioni del generale Townshend che avrebbe preferito assestarsi a Kut.

## L'offensiva britannica
La strategia di Townshend prevedeva che le forze britanniche si sarebbero divise in quattro colonne. Le tre di fanteria avrebbero attaccato frontalmente le linee ottomane. La quarta, composta da elementi di fanteria e cavalleria, avrebbe dovuto aggirare i nemici colpendo sul fianco sinistro. 
L'attacco sarebbe stato inoltre sostenuto da due unità navali posizionate sul fiume Tigri,

## La difesa ottomana
Nur-ud Din Pasha, che aveva avuto 55 giorni per preparare la sua strategia difensiva, aveva disposto le sue forze a forma di Elle. L'artiglieria venne posizionata al centro dello schieramento con il compito di distruggere le due navi da guerra britanniche

## La battaglia
La notte del 21 novembre 1915 Townshend ordinò alle sue truppe di schierarsi in posizione da combattimento e l'alba del giorno successivo iniziò l'attacco.
I combattimenti che seguirono furono molto violenti. Alla fine del primo giorno di scontri i britannici avevano occupato la prima linea di trincee ma avevano subito pesanti perdite.
Il secondo giorno Townshend tentò di spezzare la linea difensiva nemica attaccando sul fianco le forze ottomane ma venne fermato. Van der Goltz lanciò una controffensiva ma venne fermato dalla resistenza britannica.
Il 24 novembre entrambi i generali, avendo subito ingenti perdite, decisero di ritirarsi.
Townshend tornò verso Kut. Lì venne raggiunto e cinto d'assedio dalle forze ottomane (vedi Assedio di Kut).